# Блейн (округ, Монтана)
Шаблон:StateAbbr_ 48°26′ пн. ш. 108°58′ зх. д. / 48.44° пн. ш. 108.96° зх. д.
Округ  Блейн (англ. Blaine County) — округ (графство) у штаті  Монтана, США. Ідентифікатор округу 30005.

## Історія
Округ утворений 1895 року.

## Демографія
За даними перепису 
2000 року 
загальне населення округу становило 7009 осіб, усе сільське.
Серед мешканців округу чоловіків було 3460, а жінок — 3549. В окрузі було 2501 домогосподарство, 1794 родин, які мешкали в 2947 будинках.
Середній розмір родини становив 3,36.
Віковий розподіл населення поданий у таблиці:
| Стать    | До 15 років | 15-21 | 22-29 | 30-39 | 40-49 | 50-65 | 65-85 | Понад 85 |
| -------- | ----------- | ----- | ----- | ----- | ----- | ----- | ----- | -------- |
| Чоловіки | 915         | 433   | 266   | 431   | 501   | 508   | 362   | 44       |
| Жінки    | 936         | 371   | 275   | 455   | 498   | 516   | 430   | 68       |

## Суміжні округи
- Rural Municipality of Frontier No. 19[en] — північ
- Rural Municipality of Lone Tree No. 18[en] — північний схід
- Гілл — захід
- Чуто — південний захід
- Ферґус — південь
- Філліпс — схід
- Rural Municipality of Reno No. 51[en] — північний захід

## Виноски
1. ↑  US Decennial Census. US Census Bureau. Архів оригіналу за 26 квітня 2015. Процитовано 27 листопада 2014.
2. ↑  Historical Census Browser. University of Virginia Library. Архів оригіналу за 26 грудня 2013. Процитовано 27 листопада 2014.
3. ↑  Population of Counties by Decennial Census: 1900 to 1990. US Census Bureau. Архів оригіналу за 22 вересня 2018. Процитовано 27 листопада 2014.
4. ↑  Census 2000 PHC-T-4. Ranking Tables for Counties: 1990 and 2000 (PDF). US Census Bureau. Архів оригіналу (PDF) за 18 грудня 2014. Процитовано 27 листопада 2014.
5. ↑  State & County QuickFacts. US Census Bureau. Архів оригіналу за 7 липня 2011. Процитовано 14 вересня 2013. [Архівовано 2011-06-06 у Wayback Machine.](англ.) Наведено за англійською вікіпедією.
6. ↑  American FactFinder. Бюро перепису населення США. Архів оригіналу за 26 лютого 2012. Процитовано 31 січня 2008. [Архівовано 2008-05-21 у Wayback Machine.]

| США | Це незавершена стаття з географії США. Ви можете допомогти проєкту, виправивши або дописавши її. |